# Buona sera / Oh Marie
Buona sera / Oh Marie is een single van de Nederlandse zanger André Hazes uit 1985. 

## Achtergrond
Buona sera / Oh Marie is geschreven door John van de Ven, Eduardo di Capua, Louis Prima en Jacques Verburgt en geproduceerd door Tim Griek. Het is een bewerking door van de Ven en Verburgt van twee nummers van Louis Prima; Buona Sera en Oh Marie. Behalve dat de twee nummers zijn samengevoegd, verschilt de versie van Hazes niet veel van het origineel. Het is de eerste hitsingle van Hazes dat niet in de Nederlandse taal is gezongen. B-kant van de single is Twee weken, afkomstig van het album Jij en ik.

## Hitnoteringen
Het zomerse lied was redelijk succesvol in de Nederlandse hitlijsten. De piekpositie in de Nationale Hitparade was de achtste plaats en het stond negen weken in deze lijst. Het kwam één plekje lager in de Top 40 en was ook één week korter in deze lijst te vinden.